# Skate Canada 2001
Navigation
Édition précédente Édition suivante
Le Skate Canada (ou Internationaux Patinage Canada) est une compétition internationale de patinage artistique qui se déroule au Canada au cours de l'automne. Il accueille des patineurs amateurs de niveau senior dans quatre catégories: simple messieurs, simple dames, couple artistique et danse sur glace.
Le vingt-huitième Skate Canada est organisé du 1er au 4 novembre 2001 au Saskatchewan Place de Saskatoon dans la province de la Saskatchewan. Il est la deuxième compétition du Grand Prix ISU senior de la saison 2001/2002.

## Résultats

### Messieurs
| Rang | Nom               | Pays       | Points | Prog. court | Prog. libre |
| ---- | ----------------- | ---------- | ------ | ----------- | ----------- |
| 1    | Aleksey Yagudin   | Russie     | 1.5    | 1           | 1           |
| 2    | Elvis Stojko      | Canada     | 3.5    | 3           | 2           |
| 3    | Todd Eldredge     | États-Unis | 5.0    | 4           | 3           |
| 4    | Anthony Liu       | Australie  | 6.5    | 5           | 4           |
| 5    | Emanuel Sandhu    | Canada     | 7.0    | 2           | 6           |
| 6    | Andrejs Vlascenko | Allemagne  | 8.0    | 6           | 5           |
| 7    | Johnny Weir       | États-Unis | 11.0   | 8           | 7           |
| 8    | Yosuke Takeuchi   | Japon      | 12.5   | 9           | 8           |
| 9    | Ben Ferreira      | Canada     | 12.5   | 7           | 9           |
| 10   | Roman Serov       | Russie     | 15.0   | 10          | 10          |
| 11   | Stanick Jeannette | France     | 16.5   | 11          | 11          |

### Dames
| Rang | Nom                | Pays       | Points | Prog. court | Prog. libre |
| ---- | ------------------ | ---------- | ------ | ----------- | ----------- |
| 1    | Sarah Hughes       | États-Unis | 2.5    | 1           | 2           |
| 2    | Irina Sloutskaïa   | Russie     | 3.0    | 4           | 1           |
| 3    | Michelle Kwan      | États-Unis | 4.0    | 2           | 3           |
| 4    | Fumie Suguri       | Japon      | 5.5    | 3           | 4           |
| 5    | Sarah Meier        | Suisse     | 9.0    | 6           | 6           |
| 6    | Galina Maniachenko | Ukraine    | 9.5    | 5           | 7           |
| 7    | Annie Bellemare    | Canada     | 10.5   | 11          | 5           |
| 8    | Laëtitia Hubert    | France     | 11.5   | 7           | 8           |
| 9    | Nicole Watt        | Canada     | 14.0   | 10          | 9           |
| 10   | Marianne Dubuc     | Canada     | 14.0   | 8           | 10          |
| 11   | Kristina Oblasova  | Russie     | 15.5   | 9           | 11          |
| 12   | Tamara Dorofejev   | Hongrie    | 18.0   | 12          | 12          |

### Couples
| Rang | Nom                                     | Pays       | Points | Prog. court | Prog. libre |
| ---- | --------------------------------------- | ---------- | ------ | ----------- | ----------- |
| 1    | Jamie Salé / David Pelletier            | Canada     | 1.5    | 1           | 1           |
| 2    | Tatiana Totmianina / Maksim Marinin     | Russie     | 3.0    | 2           | 2           |
| 3    | Anabelle Langlois / Patrice Archetto    | Canada     | 5.0    | 4           | 3           |
| 4    | Pang Qing / Tong Jian                   | Chine      | 5.5    | 3           | 4           |
| 5    | Stephanie Kalesavich / Aaron Parchem    | États-Unis | 7.5    | 5           | 5           |
| 6    | Viktoria Borzenkova / Andrei Chuvilyaev | Russie     | 10.0   | 8           | 6           |
| 7    | Chantal Poirier / Ian Moram             | Canada     | 10.5   | 7           | 7           |
| 8    | Danielle Hartsell / Steve Hartsell      | États-Unis | 11.0   | 6           | 8           |

### Danse sur glace
| Rang | Nom                                     | Pays               | Points | Danse imposée | Danse originale | Danse libre |
| ---- | --------------------------------------- | ------------------ | ------ | ------------- | --------------- | ----------- |
| 1    | Shae-Lynn Bourne / Victor Kraatz        | Canada             | 2.0    | 1             | 1               | 1           |
| 2    | Galit Chait / Sergei Sakhnovski         | Israël             | 4.0    | 2             | 2               | 2           |
| 3    | Isabelle Delobel / Olivier Schoenfelder | France             | 6.0    | 3             | 3               | 3           |
| 4    | Svetlana Kulikova / Arseni Markov       | Russie             | 8.4    | 5             | 4               | 4           |
| 5    | Eliane Hugentobler / Daniel Hugentobler | Suisse             | 9.6    | 4             | 5               | 5           |
| 6    | Megan Wing / Aaron Lowe                 | Canada             | 12.0   | 6             | 6               | 6           |
| 7    | Federica Faiella / Massimo Scali        | Italie             | 14.0   | 7             | 7               | 7           |
| 8    | Kateřina Kovalová / David Szurman       | République tchèque | 16.0   | 8             | 8               | 8           |
| 9    | Josée Piché / Pascal Denis              | Canada             | 18.4   | 10            | 9               | 9           |
| 10   | Nakako Tsuzuki / Rinat Farkhoutdinov    | Japon              | 20.4   | 11            | 10              | 10          |
| 11   | Alla Beknazarova / Yury Kocherzhenko    | Ukraine            | 21.2   | 9             | 11              | 11          |

## Sources
- Résultats du Skate Canada 2001
- Patinage Magazine N°80 (Décembre 2001)